# Kleintöpfer

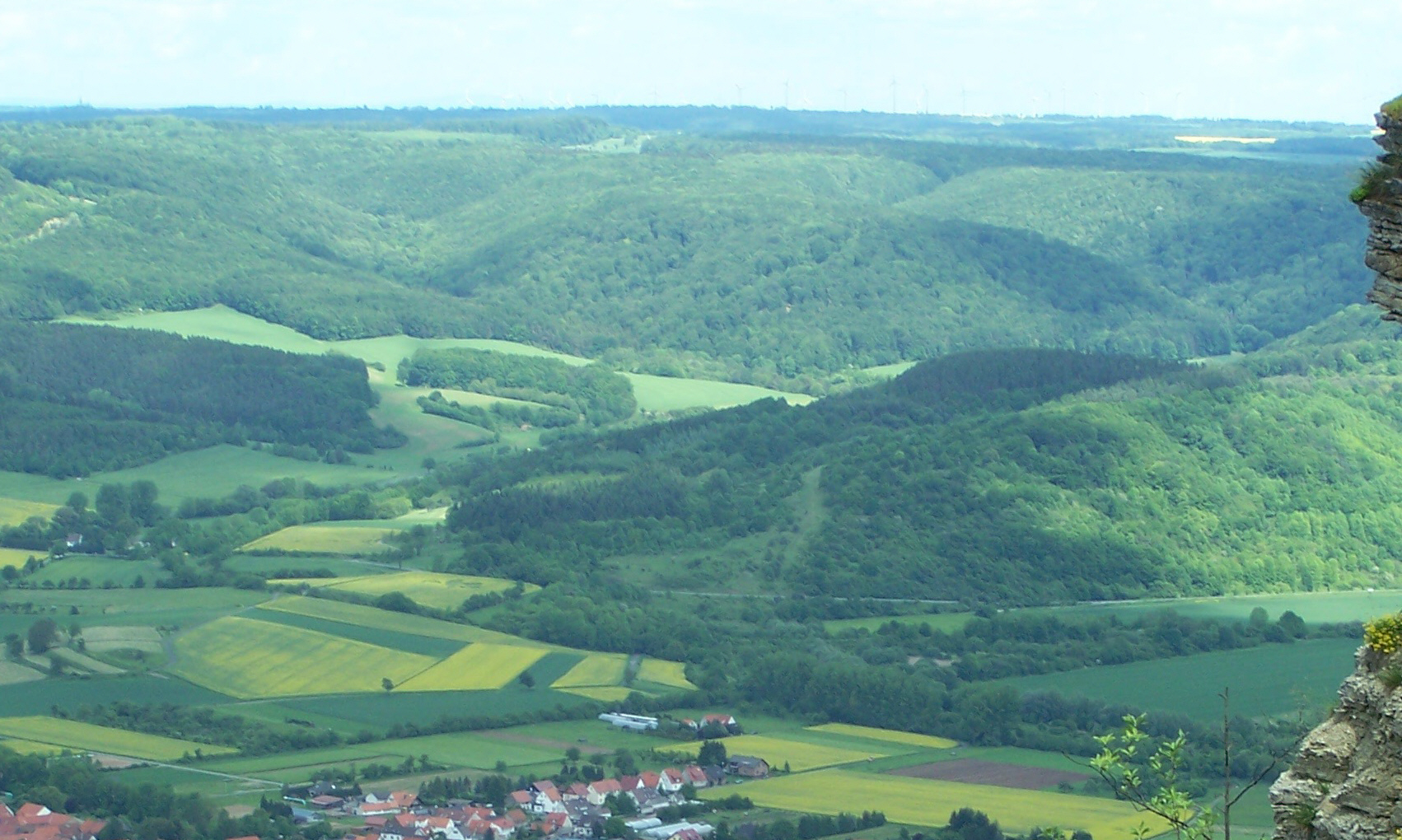
Blick auf das Helderbachtal, Kleintöpfer lag in der Bildmitte

Der ehemalige Ort Kleintöpfer war eine Kleinsiedlung an der hessisch-thüringischen Landesgrenze und gehörte bis zu seiner erzwungenen Aufgabe im Jahr 1964 zur Stadt Treffurt im Wartburgkreis.
Der namentlich zugehörige Ort Großtöpfer befindet sich kaum 10 Kilometer (Luftlinie) nordwestlich bei Geismar im Obereichsfeld.

## Lage
Der in seinem Unterlauf Heldrabach genannte, sonst aber in den Karten als Haselbach bekannte Bachlauf mündet bei Heldra in die Werra. An seinem Unterlauf schuf dieser kleine Fluss ein kaum dreihundert Meter breites Durchbruchstal zwischen den Mainzer Köpfen (447 m ü. NN), dem Töpferberg (Treffurt) (290,3 m ü. NN) und der Adolfsburg (378,7 m ü. NN) bei Treffurt. Im Mittelpunkt dieses Seitentales, nur 300 Meter von der Landesgrenze entfernt, befand sich das Gut Kleintöpfer sowie die gleichnamige Ziegelei. Flussabwärts lag zunächst die Mühle Kleintöpfer, ihr folgte auf hessischer Seite, nur wenige Schritte entfernt die Feldmühle – letzter Rest der Wüstung Helderbach –  beide waren Mahlmühlen. Bei Kleintöpfer mündet der Walsbach in den Heldrabach.
Die genannten Orte gehörten bis zur Gründung der DDR jeweils gleichen Staatsgebieten an: Ganerbschaft Treffurt, Königreich Westphalen, Königreich Preußen und Deutsches Reich.

## Geschichte

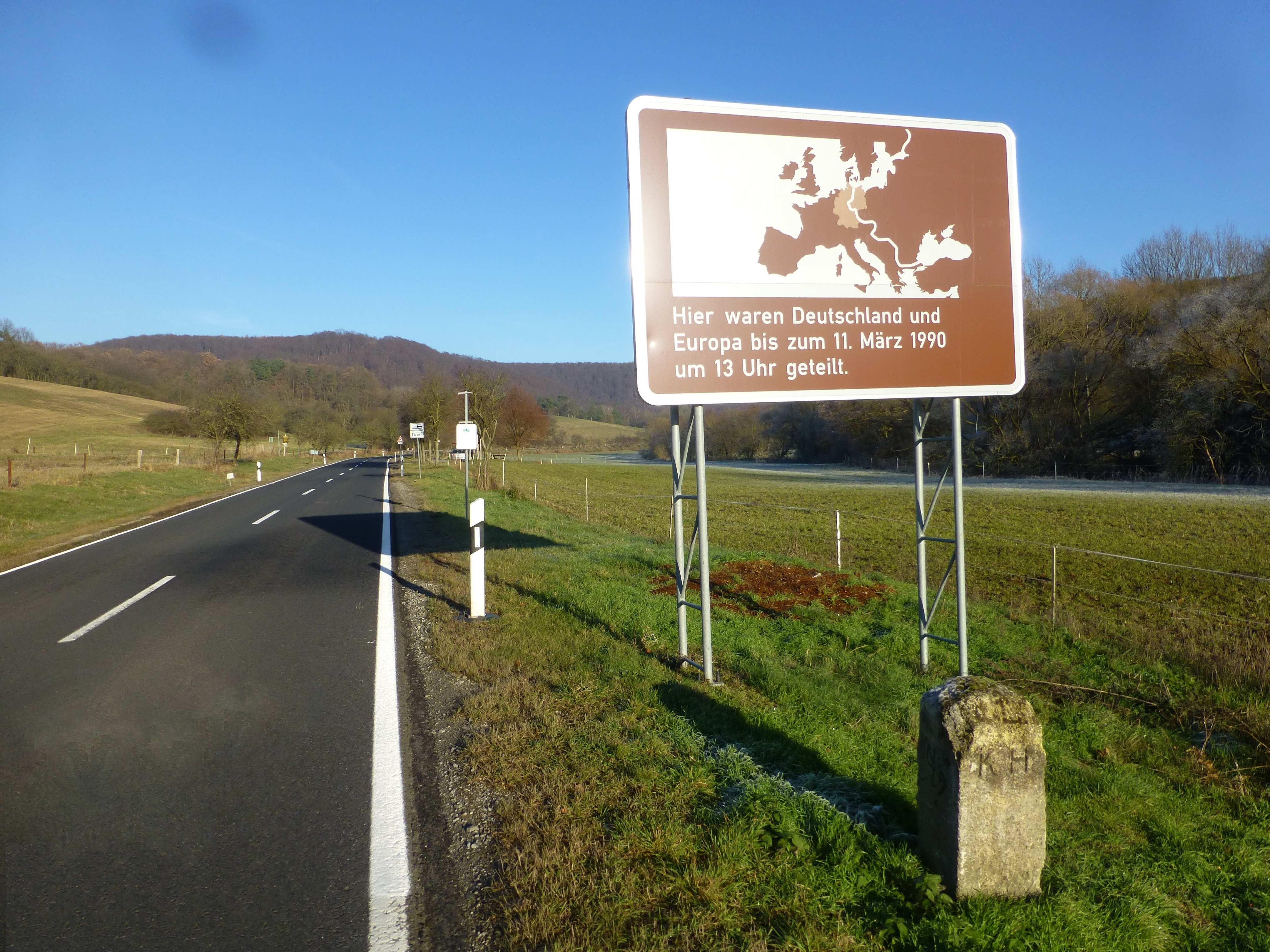
Grenzstein zwischen Kleintöpfer und Heldra

Die Ersterwähnung des Ortes Kleintöpfer erfolgte am 20. Dezember 1195 (siehe: Dobenecker Bd. II Nr. 989).
Das Dorf Kleintöpfer fiel 1333 bei der Verteilung der Treffurtschen Güter an den Lehnsherren
Landgraf Heinrich II. (der Eiserne) von Hessen.
Ihr damaliger Besitzer war ein  Ludolf von Gerterode, dieser verkaufte Kleintöpfer  1340 an einen Ritter von Baumbach. Nach dem Dreißigjährigen Krieg wurde das zerstörte Dorf als Rittergut fortgeführt. Erst 1723 wurde durch das Gesamtamt der Ganerbschaft Treffurt angewiesen, die Gemarkung vom Dorf Kleintöpfer mit der Stadt Treffurt zu vereinigen. Dieses Baumbachische Gut gehörte seit dieser Zeit mit zu den sieben zur Stadt Treffurt gelegenen adeligen Gütern.
Die früheste kartographische Darstellung von Kleintöpfer findet sich auf der 1615 angefertigten Übersichtskarte zur Amtsbeschreibung Abriß der gantzen gemeinen Ganerbschafft Trefurt, auch des Genicks und daran anstoßender Chur- und Fürstlicher Gränitzen Anno 1615.
Seit 1888 gehörte das Gut zur Familie eines Baron von Scharfenberg.
Die von 1911 bis 1952 betriebene Bahnstrecke Mühlhausen–Treffurt ermöglichte die gewerbliche Nutzung der bei Kleintöpfer lagernden Tonvorkommen durch den Aufbau einer Ziegelei. Der für den Abtransport benötige Haltepunkt Normannstein befand sich nur etwa 1500 Meter entfernt. Bis etwa 1960 wurde der zweimal die innerdeutsche Grenze querende Abschnitt Wendehausen-Feldmühle-Treffurt zurückgebaut. Heute befindet sich auf der ehemaligen Bahnstrecke der Unstrut-Werra-Radweg.
Kleintöpfer fiel 1964 der Grenzpolitik der DDR zum Opfer; die Ziegelei, das Gut und das auf dem Karnberg gelegene Vorwerk Karnberg wurden aufgrund der Zwangsaussiedlungsmaßnahmen abgerissen. Der Bezirkstag Erfurt stimmte mit Wirkung vom 3. Juni 1964 der Eingliederung des Ortsteils Kleintöpfer, Stadt Treffurt, mit einer Fläche von 599,86 ha in die Gemeinde Wendehausen, Kreis Mühlhausen zu.
Unterdessen existiert auch die auf hessischer Seite nahegelegene Feldmühle nicht mehr; sie wurde bei Dreharbeiten zum Film Der Willi-Busch-Report niedergebrannt.

## Haltepunkt Normannstein

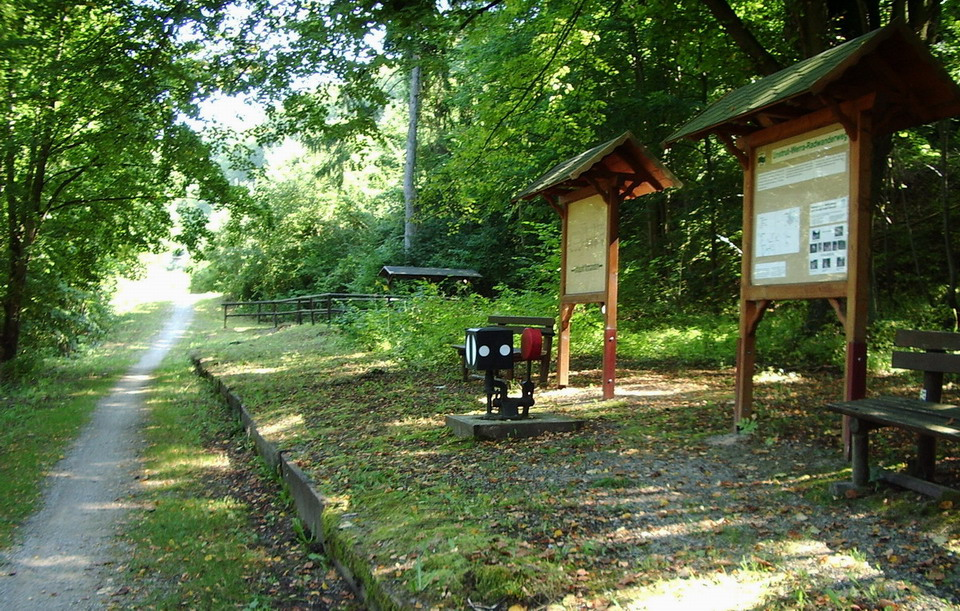
Am einstigen „Haltepunkt Normannstein“ (2008)

Mit Eröffnung der Bahnstrecke Mühlhausen–Treffurt wurde auch der Haltepunkt Normannstein bei Kilometer 26,30 auf einer Höhe von ungefähr 260 Meter fertiggestellt. Benannt wurde er nach der südlich gelegenen Burg Normannstein. Der Haltepunkt besaß einen einfachen Bahnsteig südlich des Streckengleises und eine massive Wartehalle. Die Betriebsstelle hatte neben der wirtschaftlichen Bedeutung, dem Abtransport von Ziegeln der nahen Ziegelei Kleintöpfer, auch eine touristische Funktion. Die Haltestelle war Ausgangspunkt für Wanderungen in dem Talabschnitt des Haselbaches und den umgebenden Bergen mit der Burg Normannstein. Später wurde noch ein Kalkwerk mit Steinbruch unmittelbar neben dem Haltepunkt errichtet, das ab 1925 mit einem Gleisanschluss an die Bahnstrecke angeschlossen war. 
Im Jahr 1952 wurde der Bahnverkehr zum hessischen Haltepunkt Feldmühle und weiter nach Treffurt eingestellt, Der Personenverkehr endete dann am Bahnhof Wendehausen, der Gütertransport wurde aber noch bis 1968 aufrechterhalten. Danach wurde die gesamte Bahnstrecke stillgelegt und abgebaut. Heute ist vom Haltepunkt noch der Bahnsteig und ein Weichenhebel erhalten und ein Rastplatz mit Informationstafeln wurde angelegt. Ein Rad- und Wanderweg (Unstrut-Werra-Radweg) führt auf der Bahntrasse am ehemaligen Haltepunkt vorbei.